# 森亮
森 亮（もり りょう、1911年6月7日 - 1994年3月19日）は、日本の英文学・比較文学者、詩人、翻訳家。

## 略歴
大阪府生まれ。東京帝国大学英文科卒。旧制松江高等学校教授、お茶の水女子大学教授。
「新体詩抄」や「海潮音」など明治期の訳詩集の研究のほか、小泉八雲の研究でも知られ、『小泉八雲作品集』を翻訳。また『ラフカディオ・ハーン作品集』の編集と解説を担当。
1992年に訳詩集『晩国仙果』で第43回読売文学賞受賞。

## 著書
- 『庭と夜のうた 詩集』（筑摩書房） 1972
- 『小泉八雲の文学』（恒文社） 1980

## 翻訳
- 『ルバイヤット』（オーマー・カイヤム、ぐろりあ・そさえて） 1941
- 『白居易詩鈔』（平凡社東洋文庫） 1965、ワイド版 2003
- 『小泉八雲作品集』全3巻（訳者代表、河出書房新社） 1977
  - 『小泉八雲怪談奇談集』上・下（河出文庫） 1988 - 抜粋版
- 『ロセッティ小曲 『生の家』より』（文華書院） 1980
- 『アメリカ論説集』（共編訳、恒文社、ラフカディオ・ハーン著作集 第2・3巻） 1981 - 1988
- 『ヘリック詩鈔』（ロバート・ヘリック、槐書房） 1982、のち岩波文庫 2007
- 『ルバイヤット』（国書刊行会、クラテール叢書3） 1986
- 『晩国仙果』全3巻（小沢書店） 1990 - 1991

1巻はイスラム世界、2巻は中国古典、3巻は近代イギリス